# Oscar Terán
Oscar Terán (Carlos Casares, 1938 - Buenos Aires, 21 de marzo de 2008) fue un filósofo de Argentina.

## Biografía
Partió de su ciudad natal en 1959 para estudiar filosofía en la Universidad de Buenos Aires en donde, además, se dedicó al estudio de la historia teniendo como maestro a José Luis Romero. En 1976 se exilió en México. Fue autor de numerosos libros y también un militante del marxismo en la década del '60 y del '70 y del socialismo reformista en la década del '80.

## Libros
- Discutir Mariátegui. Ciudad de México: Katún, 1985.
- En busca de la ideología argentina. Buenos Aires: Catálogos Editora, 1986.
- Nuestros años sesentas. La formación de la nueva izquierda intelectual argentina, 1956-1966. Buenos Aires: Ediciones El Cielo por Asalto, 1993.
- Vida intelectual en el Buenos Aires fin-de-siglo (1880-1910). Derivas de la "cultura científica". Buenos Aires: Fondo de Cultura Económica, 2000.
- Las palabras ausentes: Para leer los Escritos póstumos de Alberdi. Buenos Aires: Fondo de Cultura Económica, 2004.
- Ideas en el siglo. Intelectuales y cultura en el siglo XX latinoamericano (comp.). Buenos Aires: Siglo Veintiuno Editores, 2004.
- De utopías, catástrofes y esperanzas: Un camino intelectual. Buenos Aires: Siglo Veintiuno Editores, 2006.
- Para leer el Facundo. Civilization y Barbarie. Cultura de fricción. Buenos Aires: Capital Intelectual, 2007.
- Historia de las ideas en la Argentina. Diez lecciones iniciales, 1810-1980. Buenos Aires: Siglo Veintiuno Editores, 2008.

## Revistas
- La rosa blindada (debate con Roger Garaudy).
- Punto de vista (dirigida por Beatriz Sarlo).

## Regreso al país
"Terán regresó al país en 1983. En esa época se produce un cambio de perspectiva en torno del “problema nacional”, tema central de su obra. Foucault desplaza a Marx como paradigma metodológico y entonces, más que en la historia material de la Argentina, se centra en la historia de los discursos y los imaginarios sobre ‘lo argentino’. Junto a intelectuales como Sarlo, Juan Carlos Portantiero y José Nun, fundó en 1984 el Club de Cultura Socialista, desde donde se oyeron algunas de las primeras autocríticas sobre las prácticas de la izquierda argentina en los 70." Fue profesor de Pensamiento Argentino y Latinoamericano en la Universidad de Buenos Aires y en la Universidad Nacional de Quilmes.